# Thị sai

Minh họa về thị sai.

Một minh hoạ đơn giản của thị sai của một vật thể ở xa do thay đổi điểm quan sát. Khi xem từ "điểm quan sát A", đối tượng xuất hiện ở phía trước hình vuông màu xanh lam. Khi điểm nhìn được thay đổi thành "điểm quan sát B", đối tượng dường như đã di chuyển ở phía trước của hình vuông màu đỏ.

Hình động này là một ví dụ về thị sai. Với góc nhìn ngang, vật thể ở xa chuyển động chậm hơn vật thể ở gần.

Thị sai, tiếng Hy Lạp: παραλλαγή nghĩa là sự thay đổi, là góc giữa hai đường thẳng đi qua hai điểm trong không gian đến vật thể được quan sát. Thị sai còn được dùng để định nghĩa sự thay đổi vị trí biểu kiến của một điểm trên một nền quan sát, khi nó được quan sát từ hai vị trí khác nhau. Vật thể càng xa vị trí quan sát, thì thị sai càng nhỏ.
Một ví dụ đơn giản về thị sai là việc quan sát vật thể đặt gần mắt người và được quan sát lần lượt bằng mắt trái hoặc mắt phải. Khi đó ảnh của vật thể sẽ chuyển dời biểu kiến so với nền quan sát. Vật thể đặt càng gần mắt thì chuyển dịch biểu kiến càng lớn.

## Thị sai trong thiên văn học

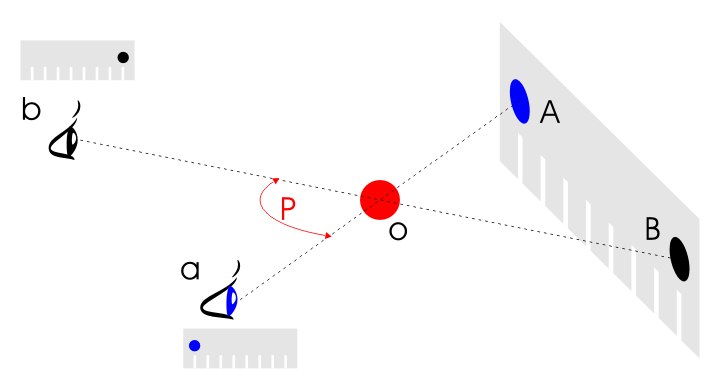
Thị sai P, vị trí quan sát a, b; vị trí biểu kiến A, B của thiên thể o trên thiên cầu.

Thị sai trong thiên văn học là góc giữa hai hướng đi qua hai vị trí khác nhau đến thiên thể được quan sát. Khoảng cách của các vật thể trong vũ trụ và cả trên bề mặt Trái Đất được tính toán bằng cách xác định thị sai, vì thế thị sai trong thiên văn học thường được hiểu là khoảng cách.
Thị sai xuất hiện từ thay đổi vị trí biểu kiến của vật thể trên thiên cầu, được gây ra do sự thay đổi điểm gốc của hệ tọa độ gắn với người quan sát. Vị trí tức thời của một thiên thể là hình chiếu của thiên thể đó trên thiên cầu, theo tia chiếu đi qua vị trí người quan sát. Hình chiếu này phụ thuộc vào vị trí của người quan sát, vì từ các vị trí khác nhau trên bề mặt Trái Đất hay trong không gian, thiên thể được chiếu vào nhiều hướng khác nhau.
Sự thay đổi vị trí quan sát đối với thiên thể được quan sát là kết quả của chuyển động xoay của Trái Đất quanh trục của mình, chuyển động của Trái Đất quanh Mặt Trời và chuyển động của Hệ Mặt Trời trong không gian. Những chuyển động tự nhiên này tạo ra khoảng cách giữa hai vị trí quan sát. Khi khoảng cách này càng lớn, thị sai càng lớn, ứng với khả năng xác định khoảng cách của thiên thể càng cao. Khoảng cách xa nhất có thể xác định bằng đo đạc thị sai từ mặt đất, ứng với 0,01" nhờ phương pháp đo thị sai năm.

### Thị sai ngày
Định nghĩa
Thị sai ngày, còn gọi là thị sai địa tâm, là thay đổi vị trí của thiên thể trên thiên cầu, quan sát từ bề mặt Trái Đất đối với vị trí của nó nếu được quan sát từ tâm Trái Đất. Thị sai ngày của các thiên thể trong Hệ Mặt Trời bị thay đổi do chuyển động xoay của Trái Đất quanh trục của mình, từ các giá trị nhỏ nhất tại kinh tuyến trời đến giá trị lớn nhất tại chân trời. Giá trị thị sai chân trời lớn nhất này bằng góc (P), {\displaystyle \sin(P)={\frac {R}{r}}}, trong đó: R là bán kính của Trái Đất, r là khoảng cách từ thiên thể đến tâm Trái Đất. Trong trường hợp R là bán kính xích đạo của Trái Đất, thị sai này gọi là thị sai chân trời xích đạo.
Thị sai của Mặt Trời
Giá trị thị sai Mặt Trời bằng 8,794′′, là góc nhìn bán kính Trái Đất từ Mặt Trời. Việc xác định khoảng cách 1 AU, tức khoảng cách trung bình giữa Mặt Trời và Trái Đất, tương ứng với việc xác định thị sai xích đạo của Mặt Trời. Thị sai này không thể xác định trực tiếp, mà chỉ có thể thực hiện gián tiếp bằng tính toán lượng giác nhờ các hành tinh nhỏ như Eros, Amor, khi chúng tiến gần đến Trái Đất, hoặc thông qua Mặt Trăng hay bằng phương pháp phản xạ sóng vô tuyến từ Sao Kim.
Các thị sai ngày khác
Thị sai Mặt Trăng ở khoảng 57′ 2,6′′, nghĩa là bán kính biểu kiến của Trái Đất nhìn từ Mặt Trăng lớn gấp hai lần đường kính của Mặt Trăng. Thị sai của các ngôi sao rất nhỏ, có thể bỏ qua.

## Thị sai máy ảnh
Trong thuật ngữ của ngành nhiếp ảnh, thị sai là góc giữa trục ống ngắm và trục của ống kính của máy ảnh. Điều này gây trở ngại trong nhiếp ảnh, nhất là khi chụp ảnh có cả những chi tiết xa và gần, do một phần ảnh nhìn thấy trong ống ngắm không trùng hợp với khung cảnh trong ống kính. Hiện tượng này không xảy ra ở các máy ảnh phản chiếu, vì ảnh trong ống ngắm được tạo ra trực tiếp từ ống kính, tương ứng với thị sai bằng không.
Ngược lại, hiệu ứng mắt đỏ trong nhiếp ảnh càng nhỏ, khi thị sai giữa trục ống và hướng phát sáng của đèn chớp càng lớn. Vì thế đèn chớp thường dùng để chụp chân dung gần hoặc phải đưa đèn chớp cách xa máy ảnh.

## Thị sai trong bộ phận ngắm mục tiêu
Ảnh hưởng xấu của thị sai được biểu hiện trong các bộ phận ngắm mục tiêu. Ví dụ như phần ngắm của súng được trang bị thêm bộ phận điều chỉnh thị sai, bằng cách chủ ý thay đổi hướng của trục thước ngắm sao cho hướng trục này cắt phải đường đi của viên đạn tại vị trí mục tiêu.